# Geoffrey Ingram Taylor
Geoffrey Ingram Taylor, född 7 mars 1886 i London, död 27 juni 1975, var en brittisk fysiker och matematiker, dotterson till George Boole. Hans främsta insatser var inom flödesdynamiken och vågrörelseläran. 

## Biografi
Taylor tog examen i matematik vid Trinity College vid Cambridges universitet. Därefter började han forska i dynamisk meteorologi vid samma universitet. Under första världskriget arbetade han som meteorolog vid brittiska flygvapnet. Han blev intresserad av aeronautik och lärde sig att flyga.
Taylor var produktiv över en mycket lång tid, han arbetade som forskare från 1909 till 1972. Trots att han undervisade under fyra år hyste han motvilja till det och fick 1923 erbjudande från Royal Society att bli forskande professor och kunde därefter helt ägna sig åt forskningen. 
Taylor invaldes 1955 som utländsk ledamot nummer 891 av Kungliga Vetenskapsakademien. Taylor tilldelades Royal Medal 1933, Copleymedaljen 1944, Symons Gold Medal 1951, De Morgan-medaljen 1956 och Franklinmedaljen 1962.

## Analyser av kärnvapenprov

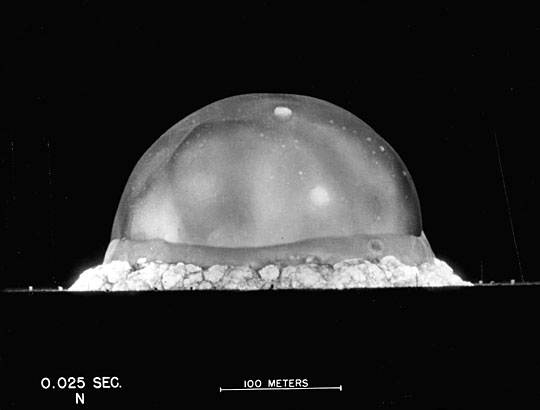
"Trinitys" eldklot efter 25ms.

Trinitytestet var det första testet av ett kärnvapen. Med utgångspunkt av fotografier av sprängningen, samt med hjälp av dimensionsanalys kom Taylor fram till en modell som beskrev explosionens radie. 
{\displaystyle R=S\left({\frac {{E{t}}^{2}}{\rho }}\right)^{\frac {1}{5}}}
- {\displaystyle R}: Explosionens radie.
- {\displaystyle S}: En konstant som är nära 1.
- {\displaystyle E}: Explosionens energi.
- {\displaystyle t}: Tiden efter explosionen.
- {\displaystyle \rho }: Luftens densitet.